# Linas
Linas – miejscowość i gmina we Francji, w regionie Île-de-France, w departamencie Essonne.
Według danych na rok 1990 gminę zamieszkiwało 4767 osób, a gęstość zaludnienia wynosiła 635 osób/km² (wśród 1287 gmin regionu Île-de-France Linas plasuje się na 337. miejscu pod względem liczby ludności, natomiast pod względem powierzchni na miejscu 518.).